# Quercus sideroxyla
Quercus sideroxyla — вид рослин з родини букових (Fagaceae), поширений у Мексиці.

## Опис
Дерево до 5–10(20) метрів заввишки; стовбур до 50–100 см у діаметрі. Кора сірувата, густа, борозниста. Гілочки спочатку вовнисті, на другий рік стають голими, рожево-коричневі, з непомітними сочевичками. Листки шорсткі, товсті, від зворотно-ланцетних до довгастих або зворотно-яйцюватих, 4–9 × 1.2–3.7 см; верхівка тупа, іноді гостра; основа від субсерцеподібної до округлої; край злегка загнутий, плоский, верхівково зубчастий; верх сірувато-зелений, тьмяний, голий, за винятком основи середньої жилки, де є трохи трихом; знизу щільний, жовтувато-білий повстяний наліт, із трихом і залозистих волосків; ніжка листка чорнувато- вовниста, 5–8 мм. Період цвітіння: червень — серпень. Тичинкові сережки вовнисті, завдовжки 3–4 см, з понад 20 квітками; маточкові суцвіття 5–10 мм, з 1–2 квітками. Жолуді поодинокі або в парі, сидячі або іноді з ніжкою до 5 мм, яйцюваті, у довжину 10–12 мм; чашечка у діаметрі 8–10 мм, охоплює 1/3–1/2 горіха; дозріває в перший рік між серпнем і вереснем.

## Середовище проживання
Поширення: Мексика (Тамауліпас, Сонора, Сан-Луїс-Потосі, Наярит, Халіско, Гуанахуато, Коауїла, Чіуауа, Агуаскалієнтес, Нуево-Леон, Сакатекас, Дуранго, Мічоакан). Росте на висотах від 2000 до 3025 метрів в сосново-дубових, дубових та соснових лісах.

## Використання і загрози
Цей вид експлуатується з 16 століття для отримання дров, деревного вугілля для місцевого використання та для виробництва деревини в лісовій промисловості Мексики.
Основні загрози включають втрату середовища проживання, пов'язану зі зміною землекористування у напрямку фермерства та лісового господарства, а в деяких районах і обмежену регенерацію через випас худоби та лісозаготівлі, що відбуваються в регіоні з 20 століття.